# The Fate of a Flirt
Pour plus de détails, voir Fiche technique et Distribution.
The Fate of a Flirt est un film muet américain réalisé par Frank R. Strayer et sorti en 1925.

## Synopsis
Sir James Gilbert, un pair britannique, parie qu'il peut gagner l'amour d'une jeune femme américaine. Déguisé en chauffeur, James montre son amour à Mary Burgess, nièce de son riche employeur, John Burgess. Pour obtenir le consentement de la tante de Mary, le couple l'entraîne dans une ruse. Un maître chanteur tente de se faire passer pour Sir James Gilbert. Après diverses aventures, les parents jusque-là hostiles de la jeune femme sont surpris et ravis lorsque James révèle qu'il n'est pas un simple chauffeur, et Mary devient l'épouse de Sir Gilbert.

## Fiche technique
- Réalisation : Frank R. Strayer
- Scénario : Albert Lewin, Malcolm S. Boylan
- Production : Harry Cohn
- Photographie : Sam Landers
- Montage : Charles J. Hunt
- Genre : Romance[2]
- Société de production : Waldorf Productions
- Distributeur : Columbia Pictures
- Durée : 6 bobines
- Date de sortie : 15 novembre 1925

## Distribution
- Dorothy Revier : Mary Burgess
- Forrest Stanley : Sir James Gilbert
- Thomas Ricketts : oncle John Burgess
- Phillips Smalley : Sir Horace Worcester
- William Austin as Riggs
- Clarissa Selwynne : tante Louise Burgess
- Charles West : Eddie Graham
- Louis Payne : Simpson